# Hiro Fujiwara
Hiro Fujiwara (藤原 ヒロ?, Fujiwara Hiro; Prefettura di Hyōgo, 23 dicembre 1981) è una fumettista giapponese.
Il suo lavoro più celebre è il manga shōjo Maid-sama!, serializzato da Hakusensha nella rivista mensile LaLa e adattato in un anime dallo studio J.C.Staff nel 2010.